# Батарда-Фернандиш, Розетта
Розе́тта Мерсе́диш Сара́йва Ферна́ндиш (порт. Rosette Mercedes Saraiva Fernandes, в девичестве — Бата́рда (Batarda); 1916—2005) — португальская учёная-ботаник.

## Биография
Розетта Батарда родилась 1 октября 1916 года в городке Редонду в Алту-Алентежу. В 1928 году поступила в Лицей имени Марии Амалии Ваз ди Карвалью, в 1941 году окончила естественнонаучное отделение Лиссабонского университета. Вскоре познакомилась с Абилиу Фернандишом (1906—1994), ставшим впоследствии её мужем. Розетта и Абилиу поселились в Коимбре, где Абилиу возглавил музей Коимбрского университета.
Розетта и Абилиу Фернандиш принимали участие во многих научных экспедициях, в том числе в экспедиции Университета Лоренсу Маркиша в Мозамбик.
В период с 1944 по 1991 Розетта Батарда-Фернандиш приняла участие в 41 ботанической конференции. Её авторству принадлежат свыше 250 научных публикаций по ботанике, этноботанике, цитологии и истории ботаники. В частности, она была автором обработок нескольких родов растений для фундаментальных монографий Flora Iberica и Flora Europaea.
Розетта Батарда-Фернандиш скончалась 28 мая 2005 года.

## Некоторые научные работы
- Fernandes, R.B. Estudos nas Anacardiaceae africanae. — Lisboa, 1966. — 216 + 133 p.
- Fernandes, R.B. Vocabulário de termos botânicos. — 1972. — 292 p.
- Fernandes, A.; Fernandes, R.B. Iconographia selecta florae Azoricae. — Conimbriga, 1980—1983.

## Некоторые виды растений, названные в честь Р. Фернандиш
- Chironia fernandesiana Paiva & I.Nogueira, 1990
- Marsilea batardae Launer, 1983
- Sebaea fernandesiana Paiva & I.Nogueira, 1990